# 太陽工機
株式会社太陽工機（たいようこうき）は、新潟県長岡市に本社を置く工作機械の開発・製造を行う企業。DMG森精機の連結子会社である。

## 沿革
- 1986年3月 - 有限会社太陽工機設立。
- 1988年5月 - 株式会社太陽工機改組。本社工場完成。研削盤事業を本格的に開始。
- 1991年8月 - 立形研削盤を発売開始。
- 1994年3月 - 池貝の子会社となる。
- 2001年5月 - 池貝の民事再生法申請を受け、森精機製作所（現・DMG森精機）の連結子会社になる。
- 2005年
  - 8月 - 新工場稼動開始（建坪7,260平方メートル）
  - 10月 - 新立形研削盤「NVGシリーズ」を発表。
- 2007年12月 - ジャスダック上場。
- 2008年
  - 11月 - 海外拠点を設立開始。
  - 11月 - 立形複合研削盤の新機種として、NVGHシリーズを発表。
- 2009年
  - 5月 - 本社工場を増設し、稼働開始。
  - 7月 - 「プライベートショー2009」を開催。
  - 11月 - 「WINTER PRIVATE SHOW 2009」を開催。
- 2010年7月 - 「プライベートショー2010」を開催。新機種Vertical Mate 85を発表。
- 2014年10月 - 立形研削盤「CVGシリーズ」「PGVシリーズ」を発表。
- 2016年7月 - 立形研削盤「USGシリーズ」を発表。
- 2024年12月 - DMG森精機による株式公開買付けが成立[2]。
- 2025年2月 - 東京証券取引所スタンダード市場上場廃止。株式売渡請求によりDMG森精機の完全子会社となる[1]。

## 製品
- CNC立形研削盤
- CNC横形研削盤
- CNC円筒研削盤
- CNC内面研削盤

## 販売拠点

### 国内拠点
- 本社（新潟県長岡市）
- 東部営業所（さいたま市大宮区）
- 中部営業所（名古屋市中村区）
- 西部営業所（大阪府吹田市）

### 海外駐在拠点
- アメリカ（シカゴ）
- 中国（上海）
- ヨーロッパ
- インド